# PCMan 파일 매니저
PCMan 파일 매니저(PCMan File Manager, PCManFM)는 중화민국의 홍옌이가 개발한 파일 관리자 애플리케이션이다. 그놈 파일, 돌핀, Thunar를 대체하기 위해 고안되었다. PCManFM은 LXDE의 표준 파일 관리자이다. 2010년부터 PCManFM은 처음부터 완전히 재개발되었다. 빌드 지침, 설정, 구성 방법이 변경되었다.
GNU 일반 공중 사용 허가서로 배포된 PCManFM은 자유 소프트웨어이다.

## 같이 보기
- LXDE
- LXQt
- Thunar